# سزار و کلئوپاترا (نمایش‌نامه)
سزار و کلئوپاترا نام نمایشنامه ای است به قلم جرج برنارد شاو که رابطهٔ میان ژولیوس سزار و کلئوپاترا را روایت می‌کند. این نمایشنامه در ۱۵ مارس ۱۸۹۹ در نیوکاسل اجرا شد؛ پس از آن در ۱۹۰۶ در نیویورک و در ۱۹۰۷ در تئاتر ساووی اجرا شد.
در این نمایشنامه شاو می‌خواهد ثابت کند که تمایل کلئوپاترا به سزار نه از سر علاقه بلکه به دلیل سیاست است. او اشغال مصر از سوی رومیان را همانند اشغال توسط بریتانیایی‌ها در دورهٔ خودش می‌داند. سزار اهمیت کشورداری خوب را می‌داند و به این مطلب بیش از هنر و عشق توجه می‌کند.